# Acandí
Acandí é um município da Colômbia, localizado no departamento de Chocó.